# Пам'ятник

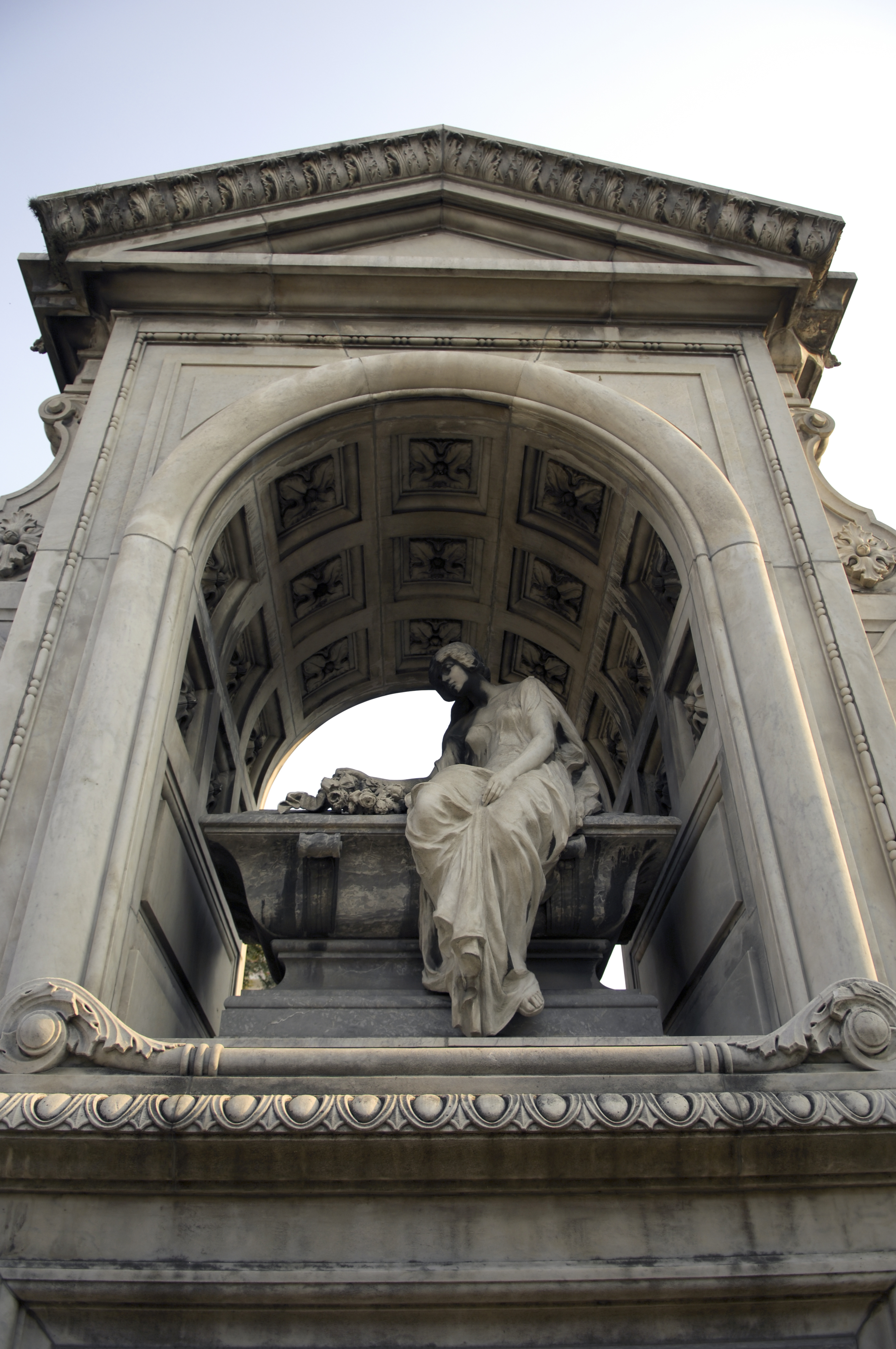
Пам'ятник

Пам'ятник Батьківщина-мати, Київ

Пам'ятник або монумéнт (лат. monumentum «спогад; пам'ятник», від лат. monere — вселяти, нагадувати, надихати) — споруда, меморіал людини чи події, пам'ятник.
В історії мистецтв, слово часто використовується у ширшому визначенні, де будь-який рукотворний об'єкт певного розміру називається пам'ятником. В археології, якщо будь-який рукотворний об'єкт становить археологічний інтерес, термін використовується ще ширше (від монет до великих будівель).
Найпоширеніші види пам'ятників — скульптурна група, статуя, бюст, меморіальна дошка, тріумфальна арка, колона, обеліск тощо. Мегалітичні пам'ятки (в тому числі у вигляді мегалітичних гробниць, пірамід), особливо розповсюджені в Росії і Україні (в районі від Карпат до Уралу) велика кількість курганних пам'яток, а також катакомби (мідної доби, кам'яної доби, епохи бронзи) — є пам'ятниками старовини.
Наступні покоління можуть хотіти, щоб перемістити або знести пам'ятник через зміну відносин до людини або події. Кілька великих чудових пам'яток, включені в список Всесвітньої спадщини ЮНЕСКО.
Те, що оточує людину, формує сприйняття людиною дійсності і деякою мірою форумує і суспільні цінності, оскільки мова йде не лише про куски гіпсу, бронзи чи будь-якого іншого матеріалу. Пам'ятники відіграють ідеологічну агітаційну роль, що особливо проявилось у XX ст. Наприклад, після 1917 року в Радянському союзі були знищені пам'ятники царської доби, натомість установлювались інші, переважно однотипні, маловартісні з точки зору художнього мистецтва, які демонстрували єдність територій СРСР, вірність вождям та комуністичним ідеалам. За часів Хрущовської відлиги відбулась перша хвиля демонтажу пам'ятників найодіознішим діячам СРСР. Ця робота відновилась зі здобуттям Україною незалежності і не завершена до сьогодні. Крім цього, з 1991 року намітилися такі тенденції в цій галузі мистецтва:
- Поява ідеологічних монументів пов'язаних з українською державністю та відновленими після замовчування сторінками нашої історії, її видатними особами. Відновлення надбань утрачених в попередню епоху
- Сучасні митці часто аполітичні, їм притаманне увіковічування подій та персон з міських легенд, літературних творів, екранізацій. Замовниками пам'ятників часто виступають приватні особи, громадські організації, не держава, як було в минулому
- З'являються меморіали присвячені сучасним подіям (Чорнобильська аварія, теракт 11 вересня в Нью-Йорку).

## Історія
В античну добу створені основні композиційні типи пам'ятників, які розвивалися і в наступні часи: алегорія, або портретні статуї і скульптурні групи (група тирановбивць Гармодія і Аристогітона в Афінах, 477 до н. е.), кінні статуї (статуя Марка Аврелія, бронза, між 161 і 180, в 1538 року встановлена на площі Капітолія в Римі), стели, тріумфальні арки, тріумфальні колони (колона Траяна в Римі, 111—114, архітектор Аполлодор з Дамаску).
Поширення відокремлених скульптурних пам'ятників, що прославляють певну людську особистість, починається в Стародавній Греції; в мистецтві еллінізму і Стародавнього Риму фігури в подібних монументах вже значно індивідуалізуються. Античні пам'ятники поміщалися спочатку на священних ділянках, а з 6 століття до н. е. — у центрах міського життя, наприклад, на агорі. Пам'ятники Стародавнього Риму, особливо тріумфальні арки і колони, стали важливими елементами просторової композиції площ-форумів. Найхарактерніші види пам'ятників в середньовічній Європі — хрести, що відзначали ті чи інші пам'ятні місця, а також (переважно на заході) скульптурні зображення донаторів в церквах.
Італійські майстри кватроченто, спираючись на давньоримську спадщину, створювали світські монументи, іноді — вільно стоячі (кінні статуї кондотьєрів: Гаттамелати в Падуї, бронза, 1447-53, скульптор Донателло; Коллеоні у Венеції, бронза, 1479-88, відкритий в 1496, скульптор Андреа дель Верроккйо). Тенденції до пишної репрезентативності, що намітилися в пам'ятниках маньєризму, посилюються в епоху бароко і класицизму, коли пам'ятники, які, як правило, прославляли монархів або полководців, нерідко відіграють найважливішу роль в міській забудові (пам'ятник Петру I «Мідний вершник» в Петербурзі, бронза, 1768-78, відкритий в 1782, скульптор Етьєн Моріс Фальконе).

### Пам'ятники в Україні
Першими пам'ятниками в нашій історії можна вважати кургани і катакомби. Бронзова квадрига та статуї привезені князем Володимиром із переможеного Корсуня — також є пам'ятниками.
Львів'яни наприкінці XVIII ст. відзначили пам'ятником гетьмана Станіслава Яблоновського, який 100 років до того захистив місто від татарського нападу. Цей монумент втрачений у середині XX ст.

## Галерея

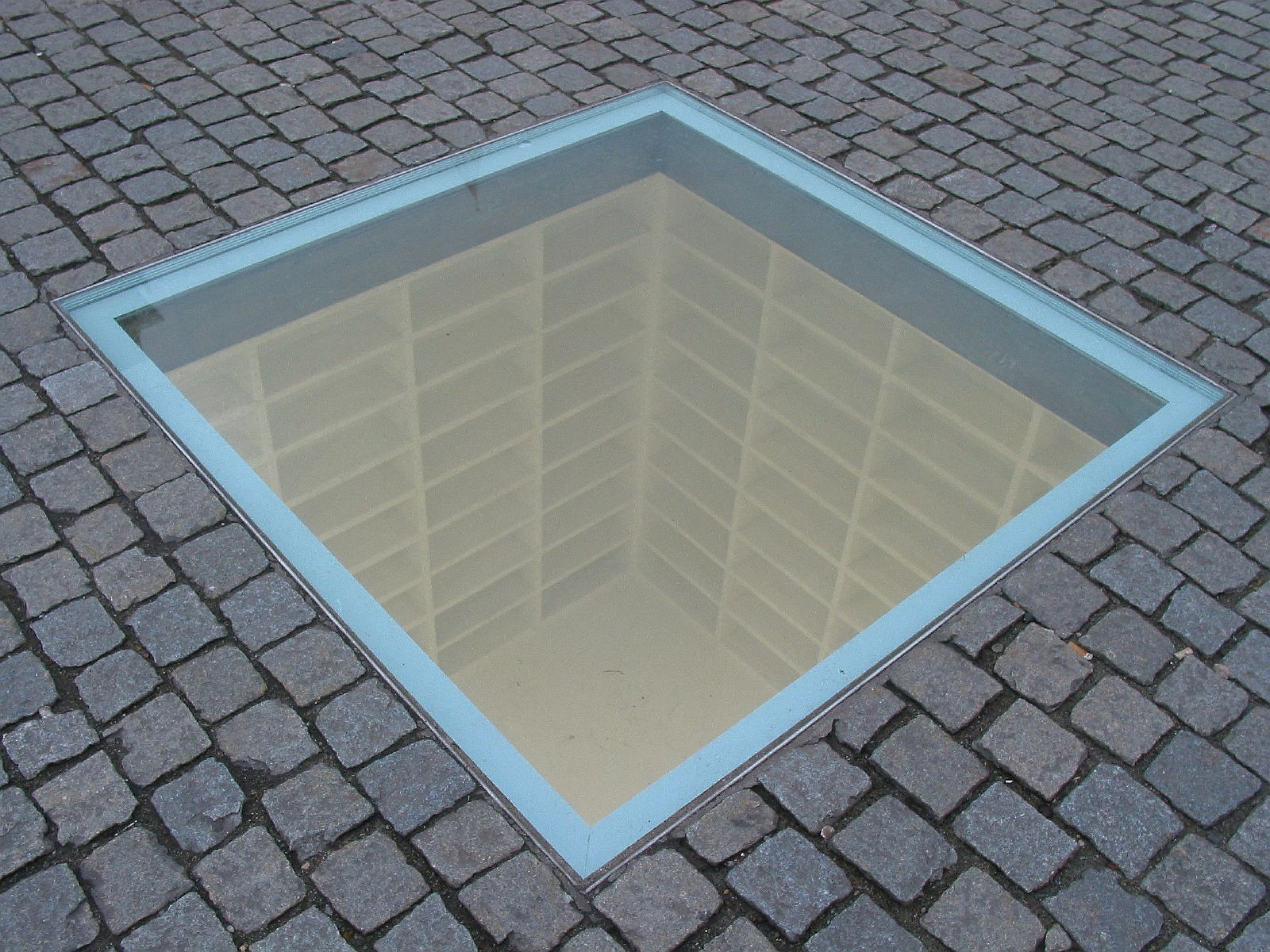
Миха Ульман. У пам'ять про спалення книг. Берлін, 1995
Пам'ятник Миколі Яковченку у Києві
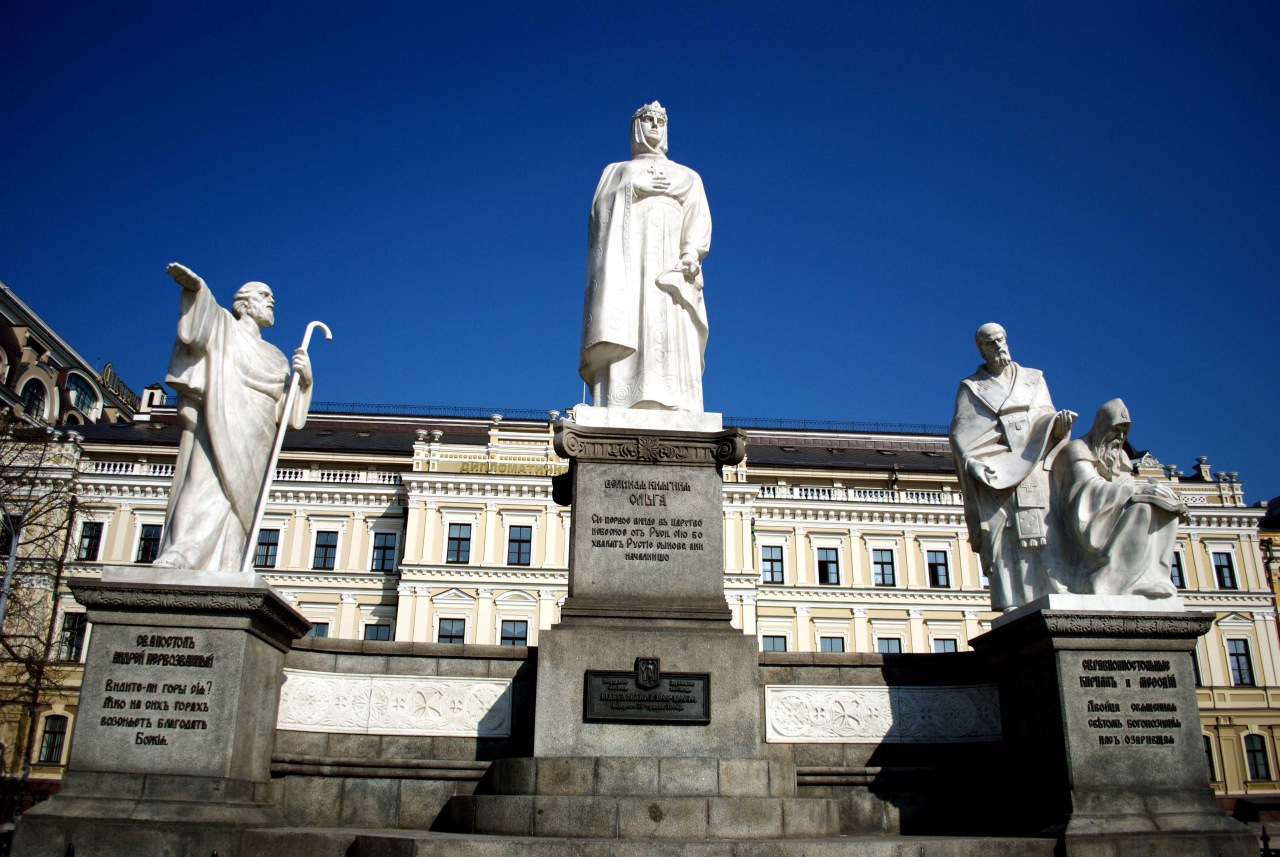
Пам'ятник просвітникам Русі. Постав у 1911 р., знищений протягом 1919—1936 рр., відновлений 1996 р.
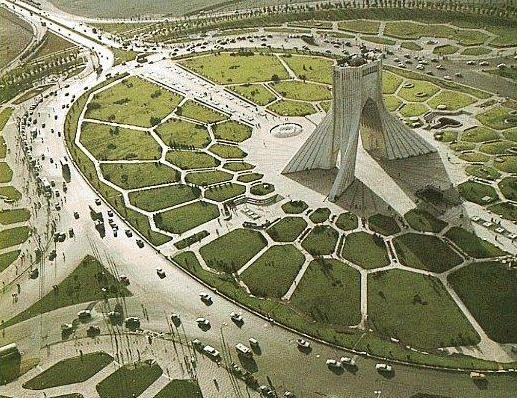
Башта Азаді — меморіальна башта — один з символів Тегерана